# ألكسندرو فيليبيد
ألكسندرو فيليبيد (منذ 1 مايو 1859 حتى 12 أغسطس 1933) كان لغويًا وعالمًا في فقه اللغة ورومانيًا. تلقى تعليمه في ياش وهاله (سكسونيا انهالت) وعمل بالتدريس في المدرسة الثانوية لعدة سنوات حتى عام 1893، عندما حصل على درجة الأستاذية في جامعة ياش، واستمر في ذلك حتى وفاته بعد أربعين عامًا. بدأ في نشر كتب عن اللغة الرومانية بعد وقت قريب من تخرجه من الجامعة، ولكن لم يلفت الانتباه إلا بعد أن أصبح أستاذًا، وذلك بفضل دراسة تاريخ اللغة. على الرغم من أنه ليس أيديولوجيًا بشكل خاص، لكنه صاغ جدالات حادة وذكية موجهة إلى شخصيات فكرية مختلفة، سواء في الداخل أو لحالة واحدة مشهورة، في ألمانيا.
في عام 1898، بدأ فيليبيد العمل على قاموس روماني. بحلول عام 1906، كان هو وفريقه قد أكملوا الأحرف الأربعة الأولى من الأبجدية قبل أن يتولى الآخرون المهمة. يجمع عمله الرئيسي، الذي ظهر في مجلدين ضخمين في عامي 1925 و1928، مجموعة واسعة من المصادر القديمة والأدلة اللغوية لتحليل التولد العرقي للرومانيين وتطور لغتهم. على الرغم من تعرضه للهجوم من قبل مجموعة من الأكاديميين بسبب ضيق الأفق، لكن نفذ الطلاب الذين دربهم أفكاره من خلال تشكيل مدرسة لغوية في جامعة ياش.

## سيرته الشخصية

### الأصول والوظيفة المبكرة
ولد ألكسندرو فيليبيد في بارلاد في مقاطعة توتوفا في منطقة مولدافيا الغربية، كان والده إيانكو نائب محافظ بلاسا في عهد ألكسندرو أيون كوزا، وكان يمتلك أرضًا في سيرتيتي، وهي قرية في الجنوب. كان فيليبيد من أصل يوناني من جهة والده، ونشأت العائلة في ميليس، وهي قرية عند سفح جبل بيليون في ثيساليا. استقر شقيق جده الأكبر دانيال فيليبديس، وهو مؤرخ وعالم جغرافي في ياش في مطلع القرن التاسع عشر. كانت أصول عائلته مصدر فخر حتى في سن الشيخوخة: سأله نيكولاي بينيسكو عما إذا كان من أصل أروماني، وأجابه «لا، لا، نحن يونانيون بالكامل!».
التحق ألكسندرو بالمدرسة الابتدائية (1866-1870) ومدرسة جورج روكا كودريانو الثانوية (1870-1877)، وكلاهما في مدينته الأصلية. بعد ذلك، التحق بجامعة ياش، وحصل على شهادته في عام 1881. تابع دراسته المتخصصة في جامعة هالي-فيتنبرغ منذ عام 1888 حتى عام 1890، وتلقى دورات في فقه اللغة الكلاسيكي والحديث، وعلم الآثار وتاريخ الفلسفة اليونانية. وأثناء وجوده هناك، التقى بإدوارد سيفرز، وهاينريش كيل وهيرمان سوشيير، وأصبحوا أصدقاء مقربين مع الأخير. وعمل كأمين مكتبة في مكتبة الجامعة المركزية في ياش من 1881 إلى 1884، درس لاحقًا في الكلية الوطنية في المدينة. عُين هناك لملء شاغر بسبب وفاة المعلم المحترم، الكسندرو لامبريور.
بعد عودته للتدريس في المدرسة الثانوية بعد الفترة التي قضاها في ألمانيا، أصبح أستاذًا في كلية الآداب في ياش عام 1893، وظل في المنصب حتى وفاته. كان في البداية أستاذًا بديلًا في القسم الذي أُنشئ حديثًا، وترقى إلى درجة أستاذ عام 1896. أعطى دورات في تاريخ اللغة الرومانية، واللغويات العامة، واللاتينية المبتذلة، وفسيولوجيا الصوت البشري وأصل الرومانيين. كان البادئ بنظرية أصلية في علم اللغة، وطورها وأضاف عليها تلميذه جورج إيفونيسكو. يبلغ مجموع كتبه ودراساته ومقالاته حوالي 4000 صفحة، بينما يبلغ عدد مواده الدراسية 1500 صفحة أخرى. تكمّل مواده الدراسية التي تتبع فيها تاريخ اللغة الرومانية عمله المنشور الذي اختبر فيه الأفكار الجديدة وصاغ الخطوط العريضة لأصول سكان رومانيا.